# Ihor Korobchynskyy
Ihor Korobchynsky, né le 16 août 1969 est un gymnaste soviétique, de nationalité ukrainienne.

## Palmarès

### Jeux olympiques
- Atlanta 1996
  -  médaille de bronze aux concours général individuel
- Barcelone 1992
  -  médaille d'or par équipes
  -  médaille de bronze aux barres parallèles

### Championnats du monde
- Stuttgart 1989
  -  médaille d'or par équipes
  -  médaille d'or au concours général individuel
  -  médaille d'or au sol

- Indianapolis 1991
  -  médaille d'or par équipes
  -  médaille d'or au sol
  -  médaille d'argent aux barres parallèles

- Paris 1992
  -  médaille d'or au sol
  -  médaille d'argent au saut de cheval
  -  médaille de bronze à la barre fixe

- Birmingham 1993
  -  médaille d'argent aux barres parallèles

- Dortmund 1994
  -  médaille de bronze par équipes

### Championnats d'Europe
- Stockholm 1989
  -  médaille d'or au concours général individuel
  -  médaille d'or au sol

- Budapest 1992
  -  médaille d'or au concours général individuel
  -  médaille d'argent au sol
  -  médaille d'or au cheval d'arçons
  -  médaille d'argent au saut de cheval
  -  médaille de bronze aux barres parallèles